# Sainte-Croix, Aveyron
 Sainte-Croix là một xã ở tỉnh Aveyron, thuộc vùng Occitanie ở miền nam nước Pháp.